# 이지영 (1989년)
이지영(1989년 12월 22일 ~ )은 대한민국의 뮤지컬 배우이었던 클래식 음악 피아니스트이다.

## 주요 이력
뮤지컬 모비딕으로 첫 데뷔하였다.

## 출연작

### 뮤지컬
- 2011년 《모비딕》
- 2012년 《모비딕》 재연 공연

## 학력
- 세륜초등학교 졸
- 선화예술중학교 졸
- 서울예술고등학교 졸
- 연세대학교 교회음악학과 학사
- 미국 뉴잉글랜드 음악원 collaborative piano 석사
- 미국 줄리아드 음악대학원 collaborative piano 전문 연주자 과정